# Cognição social
Cognição social é um subtópico de vários ramos da psicologia que se concentra em como as pessoas processam, armazenam e aplicam informações sobre outras pessoas e situações sociais. Ele se concentra no papel que os processos cognitivos desempenham nas interações sociais.
O termo "cognição social" tem sido usado em várias áreas da psicologia e da neurociência cognitiva, na maioria das vezes para se referir a várias habilidades sociais prejudicadas no autismo, esquizofrenia e psicopatia. Na neurociência cognitiva, a base biológica da cognição social é investigada. Os psicólogos do desenvolvimento estudam o desenvolvimento das habilidades de cognição social.

## Desenvolvimento histórico
A cognição social ganhou destaque com o surgimento da psicologia cognitiva no final dos anos 1960 e início dos anos 1970 e agora é o modelo e a abordagem dominante na psicologia social. Comum às teorias da cognição social é a ideia de que a informação é representada no cérebro como "elementos cognitivos" como esquemas, atribuições ou estereótipos. Um foco em como esses elementos cognitivos são processados é frequentemente empregado. A cognição social, portanto, aplica e estende muitos temas, teorias e paradigmas da psicologia cognitiva que podem ser identificados no raciocínio (heurística da representatividade, falácia da taxa básica e viés de confirmação ), atenção (automaticidade e priming) e memória (esquemas, primazia e recência). É provável que a psicologia social sempre tenha tido uma abordagem mais cognitiva do que a psicologia geral, pois tradicionalmente discutia estados mentais internos, como crenças e desejos, quando a psicologia dominante era dominada pelo behaviorismo.

## Diferenças culturais
Os psicólogos sociais tornaram-se cada vez mais interessados na influência da cultura na cognição social.
Nisbett (2003) sugeriu que as diferenças culturais na cognição social podem originar-se das várias tradições filosóficas do Oriente (ou seja, Confucionismo e budismo) versus as tradições filosóficas gregas (ou seja, de Aristóteles e Platão) do Ocidente. Outras pesquisas indicam que as diferenças na cognição social podem se originar de diferenças físicas nos ambientes das duas culturas. Um estudo descobriu que as cenas das cidades japonesas eram "mais movimentadas" do que as dos Estados Unidos, pois contêm mais objetos que competem por atenção. Neste estudo, o estilo de pensamento holístico oriental (e foco no contexto geral) foi atribuído à natureza mais movimentada do ambiente físico japonês.
Estudos descobriram que diferenças no estilo cognitivo podem ser explicadas por diferenças na mobilidade relacional. A mobilidade relacional é uma medida de quanta escolha os indivíduos têm em termos de com quem estabelecer relacionamentos, incluindo amizades, parcerias românticas e relações de trabalho. A mobilidade relacional é baixa em culturas com uma economia de subsistência que requer estreita cooperação e coordenação, como a agricultura, enquanto é alta em culturas baseadas no pastoreio nômade e nas culturas industriais urbanas. Um estudo transcultural descobriu que a mobilidade relacional é menor nos países do Leste Asiático, onde o cultivo de arroz é comum, e maior nos países sul-americanos.

## Neurociência social cognitiva
O interesse inicial na relação entre a função cerebral e a cognição social inclui o caso de Phineas Gage, cujo comportamento foi relatado como tendo mudado depois que um acidente danificou um ou ambos os lobos frontais. Estudos neuropsicológicos mais recentes mostraram que as lesões cerebrais perturbam os processos cognitivos sociais. Por exemplo, danos aos lobos frontais podem afetar as respostas emocionais a estímulos sociais e o desempenho em tarefas de teoria da mente. No lobo temporal, o dano ao giro fusiforme pode levar à incapacidade de reconhecer rostos.